# Claudiu Bumba
Claudiu Vasile Bumba (ur. 5 stycznia 1994 w Baia Mare) – rumuński piłkarz grający na pozycji ofensywnego pomocnika. Od 2015 roku jest zawodnikiem klubu Concordia Chiajna.

## Kariera klubowa
Swoją karierę piłkarską Bumba rozpoczynał w klubie Atletic Club Satu Mare. Następnie został zawodnikiem klubu FCM Baia Mare. W sezonie 2009/2010 grał w nim w drugiej lidze rumuńskiej, a w sezonie 2010/2011 - w trzeciej lidze. Latem 2011 przeszedł do pierwszoligowego FCM Târgu Mureș. Zadebiutował w nim 22 lipca 2011 w przegranym 0:1 wyjazdowym meczu z Dinamem Bukareszt. 15 października 2011 w meczu ze Sportulem Studențesc Bukareszt (1:1) strzelił swojego premierowego gola w pierwszej lidze rumuńskiej.
Latem 2012 Bumba został wypożyczony do AS Roma i został członkiem młodzieżowej drużyny tego klubu, rywalizującej w rozgrywkach Primavera. W 2013 wrócił do Târgu Mureș. W 2015 został zawodnikiem Hapoelu Tel Awiw. W 2017 roku grał w Dinamie Bukareszt, a w 2018 trafił do Concordii Chiajna.
| Sezon   | Klub              | Kraj    | Rozgrywki   | Mecze | Bramki |
| ------- | ----------------- | ------- | ----------- | ----- | ------ |
| 2009/10 | FCM Baia Mare     | Rumunia | Liga II     | 12    | 0      |
| 2010/11 | FCM Baia Mare     | Rumunia | Liga III    | 15    | 7      |
| 2011/12 | FCM Târgu Mureș   | Rumunia | Liga I      | 28    | 3      |
| 2012/13 | AS Roma Primavera | Włochy  | Primavera   | 23    | 7      |
| 2013/14 | ASA Târgu Mureș   | Rumunia | Liga I      | 23    | 5      |
| 2014/15 | ASA Târgu Mureș   | Rumunia | Liga I      | 29    | 7      |
| 2015/16 | Hapoel Tel Awiw   | Izrael  | Ligat ha’Al | 27    | 2      |
| 2016/17 | Hapoel Tel Awiw   | Izrael  | Ligat ha’Al | 4     | 1      |
| 2016/17 | Dinamo Bukareszt  | Rumunia | Liga I      | 9     | 2      |
| 2017/18 | Dinamo Bukareszt  | Rumunia | Liga I      | 4     | 0      |
| 2017/18 | Concordia Chiajna | Rumunia | Liga I      |       |        |

## Kariera reprezentacyjna
W swojej karierze Bumba grał w reprezentacji Rumunii U-17 i U-19. W dorosłej reprezentacji zadebiutował 27 stycznia 2012 w wygranym 4:0 towarzyskim meczu z Turkmenistanem, rozegranym w Beleku.